# Antonio Oyarzábal
Antonio Oyarzábal Arigita (Bilbao, 1989) es un pianista español. Se ha destacado por su interpretación y difusión de obras de compositoras. 

## Formación
En 1998 comienza sus estudios de piano con Sor Cecilia Keller en el Colegio La Milagrosa de Llodio y y posteriormente con Guadalupe López-Castelo en el Conservatorio Profesional de Leioa. A los 18 años ingresa a la carrera de piano en el Centro Superior de Música del País Vasco, Musikene, bajo la tutela de Marta Zabaleta y Miguel Borges Coelho. En su estancia en dicha institución se especializa en música contemporánea con el profesor Ricardo Descalzo y obtiene el grado medio en clavecín con la profesora Loreto F. Imaz. Paralelamente a sus estudios en Musikene, se forma en improvisación con Anahit Simonian y en piano clásico con Denis Pascal.
A lo largo de su formación como intérprete, Antonio Oyarzábal participa en numerosas clases magistrales de destacados pianistas. Cabe destacar aquellas realizadas por Pascal Rogé, Anne Quéffélec, Émile Naoumoff, Jerome Rose, Guigla Katsarava, Ralph Gothoni, Bernard d’Ascoli, Josep Colom, Luis Fernando Pérez, entre otros.
Luego de haber completado sus estudios en España, en 2012 se traslada a Londres para ingresar al Máster de Interpretación Solista en Guildhall School of Music and Drama, bajo la tutela de la pianista Caroline Palmer. Tras la finalización de su posgrado en 2014, al año siguiente ingresa al prestigioso programa "Artist Diploma" de la institución mencionada anteriormente, siendo parte de él durante dos años.

## Carrera
A lo largo de su carrera, Oyarzábal ha participado principalmente como pianista solista y de cámara.

### Solista
Como solista, Oyarzábal ofrece regularmente conciertos y recitales por países como España, Reino Unido, Grecia, Austria, Estados Unidos, entre otros.

#### España
Desde el año 2016 a la fecha ofrece conciertos en diversos teatros, festivales y salas a lo largo del país. Entre ellos destacan los realizados en el Festival ‘Las Edades del Hombre’ de Toro (2016), en el cual "propone un concierto basado en el agua en lo que es un claro guiño a «Las Edades del Hombre»".
Al año siguiente en el marco del ciclo «Neguko bidaia» [«viaje de invierno»] interpreta el programa "Luces de invierno" (2017), con composiciones de Franz Schubert, Piotr Ilich Tchaikovsky, entre otros.
En el 2018 realiza en la Fundación Juan March de Madrid un concierto para promocionar su primer disco The inner child. En el Teatro Arriaga de Bilbao presenta el programa El Piano nos cuenta una historia, en el cual interpreta obras programáticas de Poulenc y Ravel.
En el 2020 se presenta en los "Martes Musicales de Vitoria" e interpreta el programa de su disco La Muse Oubliée [«La musa olvidada»], el cual está compuesto íntegramente por piezas para piano escritas por mujeres europeas y estadounidenses.
También participa en el festival Aurrera Fest (2021), donde realiza su debut en el Palacio Euskalduna de Bilbao; en el Festival de Ayala y en la Sociedad Bilbaína (2021); además de actuar en la Universidad de Las Palmas de Gran Canaria (2022), en el marco de las temporadas de concierto de la Sociedad Filarmónica de Las Palmas de Gran Canaria; entre otros.
En el ámbito de solista con orquesta, Antonio Oyarzábal interpreta el Concierto para piano N°9 de Mozart en conjunto con la JOL. Por otro lado, toca el Concierto para dos pianos y orquesta del compositor francés Francis Poulenc con la Orquesta Sinfónica de Musikene. Debuta en 2021 con la Orquesta Sinfónica de Bilbao, dirigida por el director Juanjo Mena. En este concierto interpreta el Concierto n. 20 K 466 de Mozart para el 175 Aniversario de la Sociedad Filarmónica de Bilbao. Al año siguiente, como parte del Festival Pirineos Classic 2022 de Canfranc, España, Oyarzábal interpreta un concierto monográfico con obras de cámara compuesto por la compositora francesa Mel Bonis. También realiza conciertos en Granada en Auditorio Manuel de Falla, donde da a conocer su último disco.
En 2023 interpreta el programa de su disco La Muse Oubliée en el Teatro Arriaga de Bilbao en conjunto con la actriz Karmele Larrinaga; además realiza otra presentación en la sala de conciertos de la Sociedad Filarmónica de Valencia.

#### Reino Unido
Dentro de sus presentaciones con orquesta interpreta el Concierto n°23 en La Mayor de Mozart junto a la Aldwych Sinfonia en Londres. En noviembre de 2017, junto a London Euphonia Orchestra, interpreta el célebre Concierto para Piano N°2 del compositor Dmitri Shostakóvich en St James’s Church Sussex Gardens. Al año siguiente y con la misma agrupación interpreta el Concierto para piano en Sol Mayor de Ravel en St. Paul Church, Londres. Este programa lo interpreta también con la Young Musicians Symphony Orchestra (YMSO) en St John Smith Square.
Durante 2022 Antonio Oyarzábal difunde el programa de su disco La Muse Oubliée en diversos recitales y festivales entre ellos: Leicester International Festival y Wimbledon International Festival; Lunchtime piano recital “La Muse Oubliée” en el Cheltenham Town Hall, en St George's Bristol, en St John the Baptist church de la ciudad de Peterborough, en Newport Cathedral (Gales), entre otras. En el mismo año Oyarzábal hace su debut en el Cadogan Hall de Londres junto a la Young Musicians Symphony Orchestra (YMSO), donde interpreta el Concierto para piano FP 146 de Francis Poulenc, bajo la batuta de James Blair.
En 2023 presenta un programa de concierto para viola y piano compuesto por compositoras británicas, el cual es interpretado por Oyarzábal y Jenny Lewisohn. En esta misma línea, presenta dos programas más: uno para flauta y piano junto a la flautista Emma Halnan, y otro junto a la clarinetista Anthony Friend.
Al principio de ese mismo año, participa del Festival Finding a Voice en Clonmel, Irlanda. En este concierto de mediodía interpreta piezas para piano escritas por compositoras.
Estados Unidos
En marzo de 2023 da un recital en el marco de "Woman at the Piano Conference" de la University of California, Irvine en California, Estados Unidos. En esta presentación interpreta piezas de su disco La Muse Oubliée.
Dos meses más tarde vuelve al país y se presenta en el marco de la "HERo Women’s Conference" de la Florida State University. Con motivo del centenario de la compositora inglesa Madeleine Dring, estrena en Estados Unidos el concierto para piano y orquesta de cuerdas, Festival Scherzo. Asimismo, realiza una segunda presentación donde interpreta obras del disco La Muse Oubliée.

#### Grecia, Austria, Francia, Bélgica, Alemania
En 2013 participa en el festival Internacional Paxos Festival que se realiza en Grecia. Al año siguiente, viaja a Grafenneg, Austria donde participa como solista acompañado por la European Union Youth Orchestra (EUYO), interpretando "Rhapsody in Blue" del compositor estadounidense, George Gershwin. Adicionalmente, en esta gira interpreta música de cámara con otros músicos de la EUYO.
En 2018 Oyarzábal viaja a la ciudad de Lille, Francia, para tocar junto a The Arch Sinfonia. En dicho programa interpreta el Concierto n.12 K. 414 de Mozart.
En 2021 se traslada a la ciudad de Bruselas, Bélgica, para dar un concierto en el club The nine. En dicha presentación interpreta las obras de su disco La muse Oubliée.
En junio de 2023, en el marco del festival francés Tons Voisins da un recital donde interpreta obras de compositoras de ese país. Asimismo, interpreta a Ravel junto al pianista Timothée Hudrisier. Al mes siguiente, da un recital en la ciudad de Salzburgo, Alemania. Esta vez interpretando su disco La muse Oubliée.

### Pianista de cámara y acompañante
Oyarzábal dentro de su nutrida carrera como pianista, desde 2010 a la fecha, ha participado con numerosos conjuntos y agrupaciones de cámara. Entre ellos cabe destacar:
- El sexteto A&M Sextuor, con los que ofrece recitales en 2010 en la Sala Kutxa de San Sebastián, España y en el Festival Quincena Musical de San Sebastián. Al año siguiente, junto al violinista Daniel García Gamaza, interpretan un programa compuesto por obras de Igor Stravinsky, Francis Poulenc y Johannes Brahms.[25] Además recuperan y ponen en concierto la Romanza sin palabras, para violín y piano, del compositor español Eustaquio Gurruchaga en la Fundación Botín de Santander.[26]

- El Klimt Quintet con el cual Oyarzábal debuta en 2017 en el Barbican Hall de Londres junto y, al año siguiente, en LSO St Luke's junto a Lander Etxebarría, violista de la London Symphony Orchestra.[27]

- El Trisquel Arts Ensemble, del cual Oyarzábal es miembro fundador. Junto a este ensamble ofrece recitales en Londres, Asturias, Andalucía y País Vasco. En 2019 tocan en el Festival Manuel de Falla de Cádiz.

- El dúo con Emma Besselaar, violonchelista de Países Bajos, con quien ofrece recitales en Holanda, España y Reino Unido.
- El Trío Aitherios, con quienes tocan en el ciclo de conciertos de St Mary Perivale en la ciudad de Londres.

Asimismo, Antonio Oyarzábal ha participado en diversos conciertos con figuras de la escena musical actual. Entre ellos:
El concierto junto al renombrado clarinetista Andrew Marriner —solista de la London Symphony Orchestra—, donde tocó el Trío Kegelstatt, K. 498 de Mozart. También ha tocado en concierto junto a su maestra, la pianista Caroline Palmer; el violista Matthew Jones; el flautista Vicente Cintero; y, por último, junto a los miembros del renombrado Allegri Quartet y Southbank Sinfonia.
En cuanto a su faceta como músico orquestal, entre los años 2014 y 2015 es nombrado pianista de la Gustav Mahler Jugendorchester de Viena (GMJO) para sus temporadas de concierto. Durante un tour con la mencionada orquesta en 2014, Oyarzábal acompaña al piano a la mezzosoprano Emily Magee y la soprano Christiane Karg. Más adelante, entre 2016 y 2017, se le nombra pianista de la London Philarmonic Orchestra – Foyle Future Firsts Programme.
Adicionalmente, participa en los programas de la orquesta de cámara británica Southbank Sinfonia de Londres, de la Orquesta Sinfónica de Euskadi (Orquesta Sinfónica del País Vasco), de la University of London Symphony Orchestra (ULSO), y de la Young Musicians Symphony Orchestra (YMSO) de Inglaterra. Sin embargo, con el tiempo Oyarzábal reduce sus presentaciones como pianista orquestal para dedicarse de lleno a su carrera como solista.
Por otro lado, Oyarzábal compagina la actividad solística y camerística con la del acompañamiento vocal e instrumental. Colabora con cantantes como la soprano Ariadna Martínez, con quien realiza recitales en diferentes teatros y salas de concierto en España. También participa junto a la mezzosoprano Chloë Schaaf en el Festival de Lieder de Leeds, en el Song in the City Festival de Londres, además de la Academia Marshall de Barcelona.
Actualmente, se encuentra establecido en la ciudad de Londres, Reino Unido.

## Discografía
A la fecha, Antonio Oyarzábal cuenta con 4 producciones discográficas:

#### The inner Child (2017)
En 2017, publica su disco debut, The Inner child, con el sello discográfico Orpheus Classical. En un gesto íntimo y autobiográfico, Oyarzábal interpreta piezas para piano de compositores como Schumann, Debussy, Mompou y Ravel, las cuales son parte fundamental del paisaje sonoro de su niñez. Durante 2017 presenta oficialmente el CD en Madrid, País Vasco y Londres (St Martin in the Fields). Este disco es galardonado con el "Melómano de Oro" por la revista de música clásica Melómano.

#### Julián Martínez Villar (2019)
En 2019, junto a la soprano Ariadna Martínez, publica su segundo disco: Julián Martínez Villar, dedicado a la obra del compositor homónimo. En el disco se incluyen cuatro álbumes de "Cantos vascongados" para canto y piano, además de siete piezas breves para piano solo. Esta producción está al alero del sello ARSIS y, al igual que su primer disco, resulta ganador de un Melómano de Oro.

#### La Muse Oubliée: Women Composers (2021)

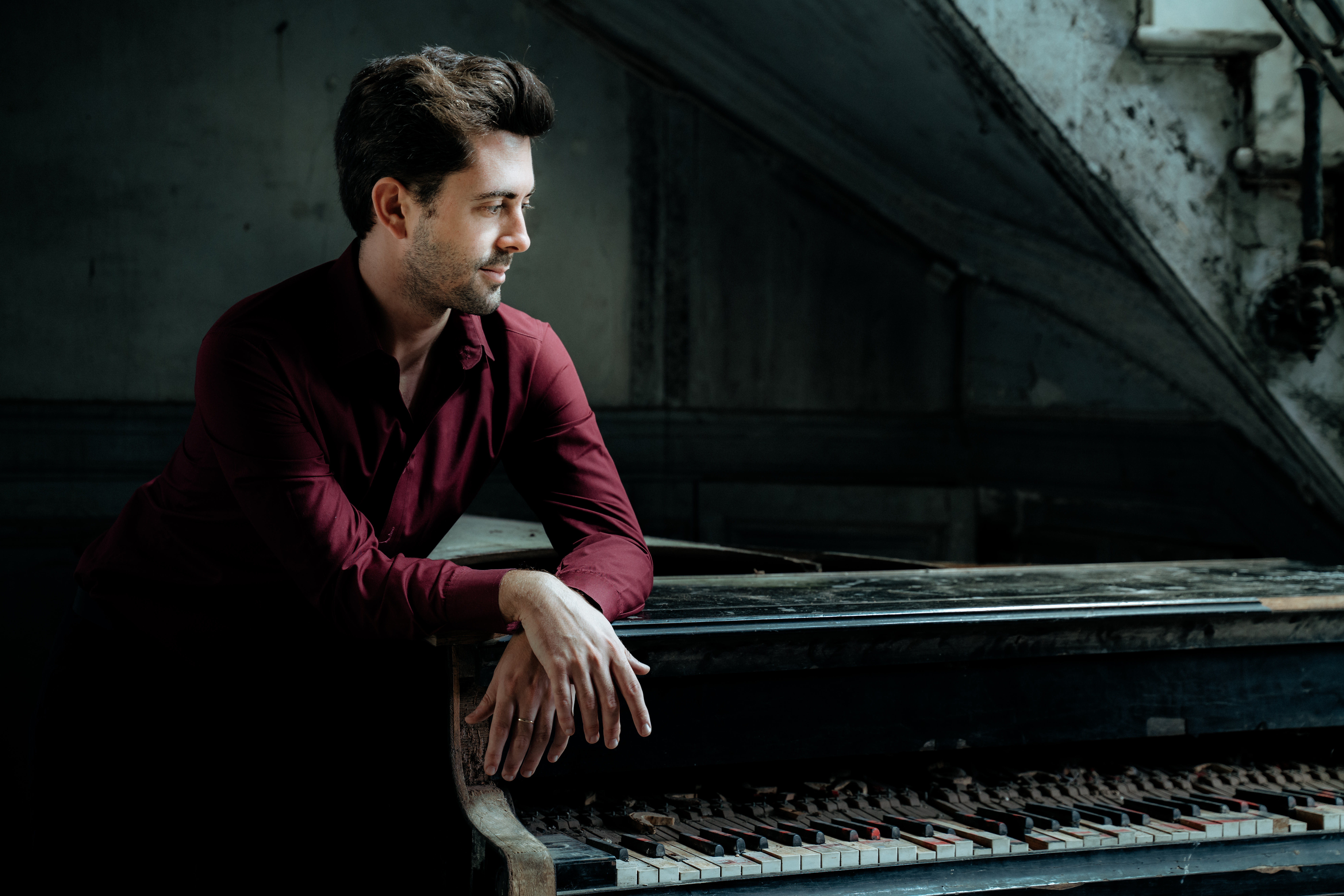
Portada del disco La Muse Oubliée (2021) de Antonio Oyarzábal

En 2021 publica su tercer disco llamado La Muse Oubliée: Women Composers, el cual es grabado en conjunto con el sello discográfico IBS Classical. En esta producción Antonio Oyarzábal reúne repertorio para piano escrito principalmente por compositoras europeas y estadounidenses. Entre ellas destacan: Mana Zucca, Amy Beach, Mel Bonis, Élisabeth Jacquet de la Guerre, Ethel Smyth, Clara Wieck, Lili Boulanger, Emiliana de Zubeldía, Germaine Tailleferre, Ruth Crawford, Lücija Garüta, Fanny Mendelssohn y Vítězslava Kaprálová.
En cuanto a su presencia radial, el disco es retransmitido por radios como la BBC, Radio Nacional de Israel, Classic FM, Radio Nacional de España, entre otras. Por su labor en el rescate y difusión del repertorio de compositoras, Antonio Oyarzábal es nombrado embajador de Donne.uk, institución dedicada a la difusión y apoyo a la mujer en la música.

#### El fin del silencio: Latin American Woman Composers (2023)
En 2023 publica su cuarto disco llamado El fin del silencio: Latin American Woman Composers, bajo el alero del sello Pixaudio. En esta producción se aborda el repertorio para piano de 21 compositoras latinoamericanas, entre ellas: Lia Cimaglia, Cecilia Arizti, Adelaide Pereira Da Silva, María Luisa Sepúlveda, Alicia Terzian, Lita Spena, Camela Mackenna, Rocío Sanz, Graciela Agudelo, Modesta Sanginés, Rosa Mercedes Ayarza, Rosa Guraieb, María Teresa Prieto, Kilza Setti, María Luisa Escobar, Teresa Carreño, Teresita Carreño-Tagliapietra, Modesta Bor, Chiquinha Gonzaga y Clarisse Leite.   